# Пшиборовский, Валерий
Валерий Пшиборовский (пол. Walery Przyborowski, 27 ноября 1845, с. Домашовице, Келецкая губерния, Царство Польское — 13 марта 1913, Варшава) — польский писатель, историк, редактор. Участник польского восстания (1863).

## Биография
Родился в семье учителя. Отец будущего писателя — Игнацы Пшиборовский принимал участие в польском восстании 1830 года. За это семья была лишена царскими властями родового поместья. 18-летний Валерий также принял участие в восстании 1863 года. После поражения, раненый, был взят в плен и несколько месяцев находился в заключении. После освобождения, решил окончить учебу в гимназии.
После переехал в Варшаву, где обучался на историко-философском отделении Главной варшавской школы.
Сотрудничал с разными печатными изданиями. В 1885—1886 — редактировал русофильскую газету «Chwila», в которой проводил соглашательскую политику с царскими властями Российской империи, в результате чего, несмотря на писательский талант, частично утратил популярность в польских литературных кругах.
После 1900 работал учителем истории в гимназии в Радоме.
За свои патриотические взгляды и повесть «Гром Мациевицкий» был приговорен к шестимесячному тюремному заключению, но по состоянию здоровья, оно было заменено на домашний арест.
Умер писатель 13 марта 1913 в Варшаве и был похоронен на Евангелистском кладбище, позже его прах был перенесен на кладбище Старые Повонзки, где и находится поныне.

## Творчество
Литературный дебют В. Пшиборовского состоялся в 1869 в Кельцах в газете «Gazeta Kielecka», в которой были напечатаны первые произведения писателя. Это были остросюжетные повести «Красный ящик» и «Лист акации». Там же была издана и первая книга автора «Najazd o cześnikównę».
Автор нескольких ценных исторических трудов, касающихся январского восстания в Польше («История двух лет 1861/62» (1892—1896), «Последние минуты январского восстания» (1887—1888), «События 1863 года» (1897)).
Огромную популярность принесли ему историко-приключенческие повести для молодежи, которые В. Пшиборовский издавал под псевдонимом Зигмунд Люциан Сулима, о польской истории:
- Воспоминания улана 1863 года / Wspomnienia ułana z 1863 roku(1874—1878)
- Дневник повстанца 1863 года / Pamiętnik powstańca z 1863 roku
- Битва под Рашином / Bitwa pod Raszynem (1881)
- Король Крак и королева Ванда / Król Krak i królewna Wanda (1887)
- Лелум-Полелум / Lelum-Polelum (1888)
- Мыши короля Попеля / Myszy króla Popiela (1888)
- Храбрый / Chrobry (1889)
- История Франка и Франкистов / Historya Franka i Frankistów (1893)
- Улан Стах / Szwoleżer Stach (1900),
- Шведы в Варшаве / Szwedzi w Warszawie (1901) (экранизирован в 1992 году в Польше, реж. Влодзимеж Голашевски),
- Упыри / Upiory (1902)
- На Сан-Доминго / Na San Domingo (1902)
- Январская ночь / Noc styczniowa (1903)
- Ариане: историческая повесть XVII века / Aryanie: powieść historyczna z XVII wieku (1910)
- Рыцарь без страха и упрека / Rycerz bez skazy i trwogi (1913) и другие.